# 布朗站 (馬里蘭州)
布朗站（英語：Brown Station）是位於美國馬里蘭州佐治王子縣的一個普查規定居民點。

## 人口
根據2020年美國人口普查的數據，布朗站的面積為16.12平方千米，當中陸地面積為15.97平方千米，而水域面積為0.15平方千米。當地共有人口3298人，而人口密度為每平方千米204.59人。